# مور-ژلینیو
مور-ژلینیو (به فرانسوی: Murs-et-Gélignieux) یک کمون در فرانسه است که در canton of Belley واقع شده‌است.

## خصوصیات
مور-ژلینیو ۶٫۴۶ کیلومترمربع مساحت و ۲۳۸ نفر جمعیت دارد و ۲۱۸ متر بالاتر از سطح دریا واقع شده‌است.